# 班村
班村（法語：Bun，法語發音：[bœ̃]）是法国上比利牛斯省的一个市镇，属于阿热莱斯加佐斯特区。

## 地理
班村（42°58'29"N, 0°9'25"W）面积2.8 平方千米，位于法国奧克西塔尼大區上比利牛斯省，该省份为法国西南部内陆省份，北至热尔省，西接大西洋比利牛斯省，南与西班牙接壤，东临上加龙省。
与班村接壤的市镇（或旧市镇、城区）包括：加亚戈斯、阿尔西藏代叙、拉沃当地区阿拉斯、欧坎、埃斯坦、西雷。

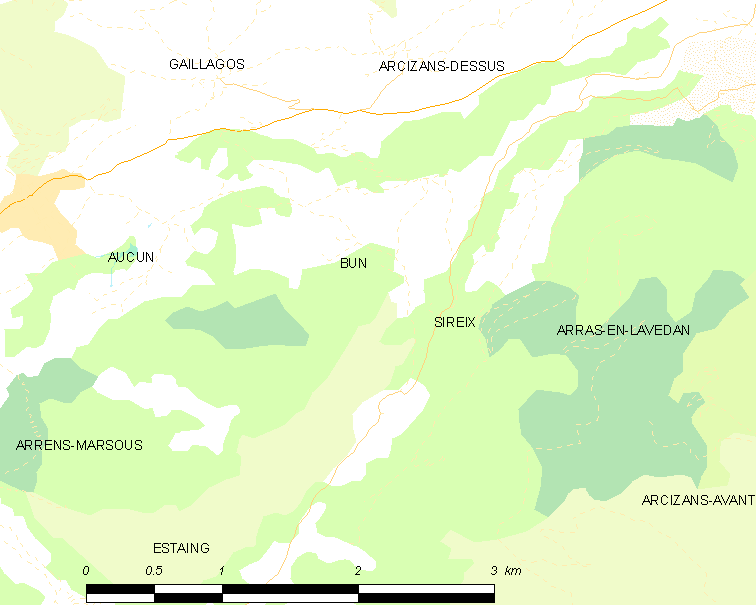
班村的OSM定位图

班村的时区为UTC+01:00、UTC+02:00（夏令时）。

## 行政
班村的邮政编码为65400，INSEE市镇编码为65112。

## 政治
班村所属的省级选区为激流谷县。

## 人口

1962-2008年间班村人口变化图示

班村于2022年1月1日时的人口数量为153人。